# فراتر از قانون (فیلم ۲۰۱۹)
فراتر از قانون (به انگلیسی: Beyond the Law) یک فیلم ویدئویی آمریکایی اکشن محصول سال ۲۰۱۹ میلادی به کارگردانی جیمز کالن برساک است. بازیگران اصلی فیلم استیون سیگال، جانی مسنر و دی ام اکس هستند.
این فیلم در ۶ دسامبر سال ۲۰۱۹ در شبکه ویدئو هنگام درخواست منتشر شد و در سینماها به صورت محدود اکران شد.

## خلاصه داستان فیلم
یک کارآگاه با کمک یک تاجر و یک پلیس بازنشسته تلاش می‌کند تا قاتل پسرش را پیدا کند. او سعی می‌کند عدالت را اجرا کند اما با مشکلاتی رو به رو می‌شود.

## بازیگران
- استیون سیگال
- جانی مسنر
- دی‌ام‌اکس (رپر)
- بیل کوبس
- زاک وارد
- رندی چاراچ
- پاتریک کیلپاتریک
- چستر راشینگ
- سکسن شاربینو
- کیم د لونگی
- جف ام هیل
- شان کنان
- یولیا کلاس
- کن گاریتو[۵]